# Alaxchelicera ordinaria
Alaxchelicera ordinaria là một loài nhện trong họ Linyphiidae.
Loài này thuộc chi Alaxchelicera. Alaxchelicera ordinaria được Arthur Gardiner Butler miêu tả năm 1932.